# Марк Дэвис (порноактёр)
Марк Дэвис (англ. Mark Davis, настоящее имя — Стивен Скотт (англ. Stephen Scott), род. 6 августа 1965 года, Лондон) — английский порноактёр, порнорежиссёр и стриптизёр. Лауреат премий AVN Award и XRCO Award, член залов славы AVN и XRCO.

## Карьера
В 1981 году Дэвис и вместе с семьёй переехал из Англии в Торонто, Онтарио, Канада. После окончания средней школы, в возрасте в 18 лет он отправился в Лос-Анджелес, чтобы сниматься для Playgirl. Вскоре после этого он переехал в США навсегда. С 1984 по 1988 год работал стриптизёром в Chippendale. В январе 1993 года начинает сниматься в фильмах для взрослых.
В 2006 году Дэвис был введён в Зал славы XRCO, а в 2003 году — в зал славы AVN.
В последние годы карьеры (2009-2012) работал в основном на Kink.com, играя роли злодеев в БДСМ-сценах.В 2012 году Марк Дэвис объявил о своём уходе из порнографии, закончив почти 20-летнюю карьеру.

## Личная жизнь
Был женат на Кобе Тай, а позже — на Kitten. Был шафером на свадьбе Дженны Джеймсон и Брэда Армстронга в 1996 году. Также был другом Джона До, чей суицид сильно повлиял на Дэвиса.

## Премии
- 1994 XRCO Award – лучшая анальная сцена (Butt Banged Bicycle Babes)[7]
- 1996 AVN Award – лучшая групповая сцена, видео (World Anal Sex Tour)[8]
- 1998 AVN Award – лучшая анальная сцена, видео (Butt Banged Naughty Nurses)[8]
- 2001 XRCO Award – лучшая М/Ж сцена (Welcome to Chloeville)[7]
- 2003 зал славы AVN[9]
- 2006 зал славы XRCO[5]
- 2009 AVN Award – лучшая групповая сцена (Anal Icon)[10]